# Demonic Resurrection
Demonic Resurrection ist eine Black-/Death-Metal-Band aus Indien.

## Geschichte
Gegründet wurde Demonic Resurrection im Jahr 2000 in Mumbai (Marathi: मुंबई IAST Mumbaī [ˈmumbəi]), bis 1996 offiziell Bombay, der Hauptstadt des Bundesstaates Maharashtra in Indien, von Sänger und Gitarrist Sahil „The Demonstealer“ Makhija, der damals – genau wie seine damaligen Mitstreiter – 17 Jahre alt war. Bereits nach neun Monaten veröffentlichte die junge Band mit dem Demo Demonstealer ihr erstes musikalisches Lebenszeichen. Nachdem die Band das Demo noch einmal neu aufgenommen hatte, wurde es in Brasilien via Vampiria Records auf Tape veröffentlicht.
Verschiedene Besetzungswechsel führten dazu, dass vier Jahre bis 2005 via Demonstealer Records veröffentlichten Debütalbum A Darkness Descends verstrichen. Aus dem inhaltlichen Konzept entwickelte sich über die kommenden Jahre eine inhaltliche Trilogie, die 2007 mit der der EP Beyond the Darkness ihre Fortsetzung und 2010 mit dem zweiten Album The Return to Darkness ihren Abschluss fand. Für das letztgenannte Werk unterzeichneten die Inder einen Vertrag mit Candlelight Records, dem Musiklabel des früheren Extreme-Noise-Terror-Bassisten Lee Barrett, das ihnen erstmals einen relevanten Vertriebsweg außerhalb des indischen Subkontinents eröffnete.
Im gleichen Jahr wie die erste EP erschien auch die länderübergreifende Split-CD Rise of the Eastern Blood, an deren neben Demonic Ressurection u. a. die pakistanische Band Dusk und Severe Dementia aus Bangladesh beteiligt waren.
Nach insgesamt vier Jahren lediglich mit Touraktivitäten erschien 2014 das dritte Album The Demon King; die Veröffentlichung erfolgte in Indien, Europa und den USA zwischen dem 13. und 15. Juli 2014. Für den Vertrieb im Heimatland zeichnete Universal Music verantwortlich, in den beiden anderen Regionen Candlelight Records.
Als nach drei Jahren Pause im Sommer 2017 das vierte Album Dashavatar erschien, überholten die Verkäufe binnen einen Monats die von One Direction. Lediglich Linkin Park schnitt noch besser ab. In Verbindung mit knapp 90.000 Fans auf der mittlerweile bestätigen Facebook-Seite bezeichnete der indische Branchendienst radio and music business Demonic Resurrection als „unbestreitbar eine der populärsten Metalbands des Landes“ (englisch undeniably one of the most popular metal bands in the country).
Ihr erstes Konzert auf europäischem Boden – und überhaupt ihr erstes Konzert außerhalb Indiens – spielte Demonic Resurrection im Jahr 2010 auf dem renommierten Inferno Metal Festival in Norwegen. Später folgten u. a. Auftritte auf dem Wacken Open Air (2014, 2017) und beim britischen Sonisphere Festival.

## Stil
Zur Zeit ihrer ersten Demoaufnahme gehörten noch The Gathering, Lacuna Coil und Theatre of Tragedy zu den Einflüssen. Mit dem Einstieg eines Keyboarders und eines Death-Metal-lastigen Schlagzeugers 2003 änderte sich der Sound gleichzeitig in einer symphonischere und härtere Richtung. Seitdem bringen neue Bandmitglieder immer wieder neue Einflüsse in den Sound der Band. In einer Rezension des 2010er-Albums The Return to Darkness wurde die Band als „eine symphonisch-verkopfte Melange aus Emperor, Bal-Sagoth, Diabolical Masquerade, Cradle of Filth, Dimmu Borgir und entfernt auch Dissection und Mörk Gryning“ mit „viel melodischen Death Metal und massig epischen Heavy Metal“ beschrieben. Ihren Stil beschreibt die Band derzeit selbst als „Blackened Death Metal“. Im Review zum jüngsten Album Dashavatar bezeichnete ein Rezensent den Stil als „Symphonic Blackened Death“.

## Auszeichnungen
Bei Global Metal, dem zweiten Dokumentarfilm des kanadischen Kulturanthropologen Sam Dunn, gehörte Sahil „The Demonstealer“ Makhija zu den Interviewpartnern. Ebenso war die Band auf dem komplementär veröffentlichten Soundtrack zu hören.
Im Jahr 2010 erhielt die Band beim Metal Hammer Golden Gods Awards die Auszeichnung in der Kategorie Global Metal. Die Preisverleihung fand in London indigO2 statt, einem kleineren Veranstaltungsort in der Veranstaltungshalle The O2.
Im Jahr 2010 wurde auf einem landesweit empfangbaren TV-Sender das Video zu The Unrelenting Surge of Vengeance ausgestrahlt.

## Sonstiges
Auf die Frage, warum er sich als Pseudonym den Namen „The Demonstealer“ gegeben haben, antwortete Sahil Makhija:

“I was a young 16-year-old kid into metal and heavily into black metal where most musicians had a stage name. I decided I needed one too and since I was not well versed in mythology or Lord Of The Rings, I could only come up with Demonstealer, which was less cheesy than Demonslayer.”

## Diskografie
Alben
- 2005: A Darkness Descends (Demonstealer Records)
- 2010: The Return to Darkness (Candlelight Records)
- 2014: The Demon King (Candlelight Records)
- 2017: Dashavatar (Demonstealer Records)

EPs
- 2007: Beyond the Darkness  (Demonstealer Records)
- 2014: Trail of Devastation (Abstract Sounds Music)

Sonstige
- 2000: Demonstealer (Demo)
- 2007: Rise of the Eastern Blood (Split mit Severe Dementia, Dusk und Helmskey, Heavy Metal Super Star Records)